# Erik Hurtado
Erik Hurtado (* 15. November 1990 in Fredericksburg, Virginia) ist ein US-amerikanisch-mexikanischer Fußballspieler.

## Karriere
Bis Ende 2012 spielte er für die College-Mannschaft Santa Clara Broncos. Zur Saison 2013 wurde er dann von den Vancouver Whitecaps gedraftet. Sein Debüt hatte er hier am 1. Spieltag der Saison bei einem 1:0-Sieg über den Toronto FC. In den folgenden beiden Saisons kam er dann auch oft zum Einsatz. Nach einer etwas längeren Pause wurde er nach dem Gewinn der Canadian Championship 2015 im Sommer 2015 für den Rest des Jahres erst einmal an den norwegischen Klub Mjøndalen IF verliehen. Nach seiner Rückkehr verblieb er noch bis zum Abschluss der Saison 2018 bei dem kanadischen Franchise.
Zur Saison 2019 wechselte er schließlich zu Franchise Sporting Kansas City, wo er noch einmal bis Februar 2021 spielte. Danach zog es ihn weiter zu CF Montréal, nur um dann im Sommer 2021 von Columbus Crew gekauft zu werden.